# Giovanni Kasman
Giovanni Kasman (Nižyn, 1º aprile 1886 – New York, 8 maggio 1945) è stato un compositore russo naturalizzato italiano.
È stato anche imprenditore, oltre che padre di Sergio Kasman, eroe della resistenza italiana.

## Biografia
Ivan Kasman nasce nella città di Niegin, in Ucraina, quando ancora era parte integrante dell'Impero russo, il 1º aprile 1886, da Benjamin Kasman e Rebecca Cramer. A causa degli eventi della Rivoluzione Russa del 1917-1918 decide di emigrare a Genova. In Italia fonda un'importante attività commerciale nel settore della sartoria su misura, nella centrale via XX Settembre. Di lì a poco ottiene la naturalizzazione e italianizza il proprio nome in Giovanni, prassi comune nel Regno d'Italia. Sposatosi con Maria Scala, ha tre figli, Sergio (1920), Marcello (1923) e Roberto (1928). Baritono naturale, è compositore d'opera lirica, autore sia dei libretti, sia della musica, è definito maestro dalla stampa dell'epoca.
Nel 1925, in particolare, lavora su un'opera in 4 atti, Il Figlio della Statua, con coro e gran ballo in maschera, di ambiente e stile russo, che presenta il 7 giugno del 1928 in edizione parziale al Teatro Paganini di Genova, con direttore d'orchestra Bruto Martelli, soprano Elsa Matteini e tenore il cavaliere Giovanni Campioni, i quali interpretano ciascuno i due personaggi dell'opera. L'opera ottiene notevole successo di critica. Il 14 luglio 1928 deposita l'opera per la pubblicazione.
Nel corso del ventennio fascista, dopo essersi inizialmente trasferito a Chiavari, a causa delle leggi razziali del 1938 deve repentinamente emigrare negli Stati Uniti. Il 22 febbraio 1939 si imbarca sul transatlantico Rex e raggiunge New York, alloggiando al 246 della West 28th Steet. Giunto negli Stati Uniti, deposita nuovamente la propria opera il 13 aprile 1939, e il 28 dicembre del 1944 la mette in scena al teatro del Waldorf Astoria di New York, col direttore d'orchestra Gabriel Simeoni e la nota soprano Mary Philips.
Negli Stati Uniti ottiene anche la nazionalità statunitense e la naturalizzazione del proprio nome in Jonhn, continuando a mantenersi con l'attività sartoriale su misura. A seguito di improvvise complicazioni di salute, però, pochi mesi dopo Kasman muore a soli 59 anni, l'8 maggio 1945, e viene seppellito nel cimitero ebraico di New Montefiore, a West Babylon.
Il suo materiale viene messo in una valigia e tenuto da alcuni parenti dell'autore in una cantina di Long Island, i quali, dopo la seconda guerra mondiale, la consegnano all'unico figlio superstite, Roberto. Egli, nato dopo le prime attività concertistiche del padre, la conserva inconsapevole dei contenuti sino al 2013, quando viene esaminata per caso da alcuni musicisti del Teatro Carlo Felice di Genova per iniziativa del Circolo Culturale Il Bandolo di Chiavari, dove Roberto Kasman vive. Il 25 aprile 2014, presso l'Auditorium San Francesco di Chiavari, vengono nuovamente messi in scena estratti dell'opera di Kasman, da un sestetto musicale e due cantanti lirici, abbinando l'evento musicale alla figura del primogenito di Kasman, Sergio Kasman, eroe della Resistenza italiana decorato di medaglia d'oro al valor militare, morto a Milano il 9 dicembre 1944. L'evento viene ripetuto negli anni successivi.

## Opere
- Il Figlio della Statua, 1928[8][18][19]